# Chantal Groot
Chantal Groot (Países Bajos, 19 de octubre de 1982) es una nadadora neerlandesa especializada en pruebas de estilo libre, donde consiguió ser medallista de bronce olímpica en 2004 en los 4 x 100 metros.

## Carrera deportiva
En los Juegos Olímpicos de Atenas 2004 ganó la medalla de bronce en los relevos de 4 x 100 metros estilo libre, con un tiempo de 3:37.59 segundos, tras Australia (oro con 3:35.94 segundos que fue récord del mundo) y Estados Unidos.